# Wasyl Maluk
Wasyl Wasylowycz Maluk (ukr. Василь Васильович Малюк; ur. 28 lutego 1983 w Korosteszowie w obwodzie żytomierskim) – ukraiński dowódca wojskowy w stopniu generała brygady. Urzędnik państwowy, funkcjonariusz Służby Bezpieczeństwa Ukrainy. Kandydat nauk prawnych.

## Życiorys
Od dzieciństwa marzył, żeby zostać oficerem służb specjalnych. Pracę w organach bezpieczeństwa państwa rozpoczął w 2001 roku. Był oficerem operacyjnym, zastępcą naczelnika, w końcu naczelnikiem wydziału do spraw walki z korupcją i przestępczością zorganizowaną. W 2005 roku uzyskał wykształcenie prawnicze (specjalność: prawoznawstwo) na Narodowej Akademii Służby Bezpieczeństwa Ukrainy. Od 2014 r. brał udział w walkach w Donbasie. W 2020 r. został szefem Głównego Departamentu Służby Bezpieczeństwa Ukrainy ds. Walki z Korupcją i Przestępczością Zorganizowaną oraz zastępcą szefa Służby Bezpieczeństwa Ukrainy.
16 lutego 2022 został zastępcą ministra spraw wewnętrznych Ukrainy.  Brał udział w tworzeniu obrony wokół Kijowa. 25 marca 2022 prezydent Ukrainy Wołodymyr Zełenski na mocy dekretu nr 174/2022 nadał mu stopień generała brygady. Jeszcze w marcu 2022 r. wrócił do Służby Bezpieczeństwa Ukrainy na poprzednie stanowisko. Od 18 lipca 2022 tymczasowo pełnił obowiązki szefa Służby Bezpieczeństwa Ukrainy, gdy Iwan Bakanow, został zwolniony z tego stanowiska. 4 sierpnia 2022 został członkiem Rady Bezpieczeństwa Narodowego i Obrony Ukrainy.
Dowodził osobiście atakiem na ciężkie rosyjskie bombowce strategiczne, znajdujące się w pięciu bazach lotniczych na terytorium całej Rosji w ramach operacji „Pajęczyna”. 8 maja 2025 r. otrzymał tytuł Bohatera Ukrainy.

## Odznaczenia
- Bohater Ukrainy Order „Złota Gwiazda” (2025)[11]
- Krzyż Bojowych Zasług[12]
- Order „Za Odwagę” III klasy[12]
- Odznaka „Uczestnik ATO”[13]
- Odznaka Służby Bezpieczeństwa Ukrainy[12]
- Odznaka „Za Odwagę” Służby Bezpieczeństwa Ukrainy[12]
- Odznaka „Za Męstwo (Waleczność)” Służby Bezpieczeństwa Ukrainy[12]